# De Havilland Comet
A de Havilland DH 106 Comet az első sorozatban gyártott sugárhajtású utasszállító repülőgép volt. A gép prototípusa 1949. július 27-én szállt fel először. A tiszta vonalvezetésű repülőgép négy de Havilland Ghost gázturbinás sugárhajtóműve a szárnytőben foglalt helyet, nagy trapéz alakú szárnnyal és túlnyomásos törzzsel készült. Az akkori időkhöz képest az utastér kényelmes volt és minden arra utalt, hogy a gép 1952-es üzembe állítása nagy gazdasági siker lesz. Egy évvel a járatok elindítása után azonban súlyos balesetek követték egymást, melyek következtében leállították a típust és költséges és bonyolult vizsgálatokkal sikerült megállapítani, hogy a téglalap alakú ablakok sarkaiban fellépő fáradásos törés okozta a katasztrófákat. A konstrukciós hibák felderítése után a repülőgépet jelentős mértékben áttervezték, az ablakokat oválisra cserélték ki és a szerkezetet több helyen megerősítették. A tanulságokat a rivális cégek is megszívlelték saját konstrukciójuk fejlesztése során. Bár a kezdeti várakozásokat soha nem érték el, a sorozatban gyártott Comet 2, a csupán prototípus Comet 3 és az utolsó Comet 4, melyet 1958-tól helyeztek üzembe, sikeresen teljesítették feladatukat több mint 30 éven keresztül. A repülőgépből számos katonai célokra használt VIP, egészségügyi változat is épült, a legnagyobb változtatásokat egy tengerészeti járőrgépen a Hawker-Siddeley Nimrodon hajtották végre. A Nimrod 2011 júniusáig maradt a RAF szolgálatában, több mint 60 évvel a Comet szűzrepülése után.

## Fejlesztés

### Kezdetek

De Havilland Comet 4

1943 márciusában a brit kormány létrehozta a Brabazon tanácsot a háború utáni Brit kereskedelmi repülés iránti követelmények kialakítása céljából. Ezek egyike egy transzatlanti postagép volt 1 tonna hasznos terheléssel és 640 km/h sebességgel. Sir Geoffrey de Havilland, a de Havilland társaság feje és a Brabazon tanács egyik tagja az általánosan elterjedt véleménnyel szemben úgy gondolta, hogy a sugárhajtású repülés túlságosan drága és üzemanyag pazarló, és ezért a légcsavaros gázturbina hajtás a jövő útja, személyes befolyását vetette latba a társaságánál, hogy mégis ösztönözze a tiszta gázturbinás sugárhajtással történő kísérleteket. A tanács elfogadta a javaslatot, mely a "IV. típus" nevet kapta (öt terv közül)
A de Havilland koncepció több változatot végigjárt: az első egy kis postagép volt, mindössze hat utasüléssel, majd távolsági utasszállító lett 24 férőhellyel. Annak ellenére, hogy a de Havilland javaslat sok kipróbálatlan elemet tartalmazott, a British Overseas Airways Corporation (BOAC) figyelemre méltónak találta, és kezdetben 25 gép vásárlására tett ajánlatot 1945 decemberében, de a megkötött szerződésben ezt 10 darabra csökkentette.
1946-ban Ronald Bishop vezetésével, aki a Mosquito vadászbombázó felelőse is volt, tervező csoport alakult. A csapat egy sor nem szokásos konstrukciót vetett fel a kacsa elrendezéstől a csupaszárny megoldásig, de ezeket sorban elvetették. A Ministry of Supply (kb. „hadtáp minisztérium”) érdeklődését felkeltette a csupaszárny elrendezés, és ezért két kísérleti, nyilazott szárnyú, farok nélküli DH 108 típusú gépet rendelt. A próbák azt mutatták, hogy a gép balesetveszélyes és instabil, ezért fokozatosan a hagyományosabb megoldások felé fordultak. 1946 szeptemberében mielőtt befejezték volna a DH 108-asokat, a BOAC kérésére át kellett tervezni a DH 106-ot az előző 24 férőhelyes változatról 36 ülésesre. Mivel a javasolt farok nélküli konstrukcióhoz szükséges technológia kifejlesztésére nem volt idő, Bishop egy hagyományosabb, 20°-os nyilazású szárny és nem nyilazott farokfelületek mellett döntött, melyhez megnövelt méretű törzs csatlakozott, hogy helyet biztosítson 36 utas középső folyosóval elválasztott négyes sorokban elrendezett ülései számára.
AZ eredetileg tervezett de Havilland Halford H.1 Goblin hajtóművek helyett a sokkal nagyobb teljesítményű Rolls-Royce Avon gázturbinákat kívánták beszerelni. Az áttervezett gép neve DH 106 Comet lett 1947 decemberében. A módosított megrendelést a BOAC és a British South American Airways együttesen adta fel 1949-ben összesen 14 repülőgépre 1952-es szállítással.

### A prototípusok
Mivel a Comet egy új típusú utasszállító repülőgépet jelentett, szigorúbb vizsgálatoknak kellett alávetni a fejlesztés során. 1947 és 1948 között a de Havilland kiterjedt kutató-fejlesztő tevékenységet hajtott végre, beleértve több feszültségvizsgálatot egyes alkatrészeken és nagyobb szerkezeteken is. A túlnyomásos törzs egyes szekcióit a 10 000 m magasságnak megfelelő külső légnyomással és hőmérséklettel vizsgálták  és törésteszteket is végeztek. Ezzel a módszerrel azonban a törzs törésveszélyes pontjait nehéz volt felderíteni, és végül a de Havilland úgy döntött, hogy a szilárdsági vizsgálatokat egy vízzel feltöltött nyitott medencében végzik, melybe a kész repülőgépet egészben be lehetett helyezni és a nyomást fokozatosan lehetett növelni. A törzs egész első részének kifáradását vizsgálták periodikusan ismételt 19,0 kPa túlnyomásra 16 000 ciklus alatt, ez mintegy 40 000 óra repülési időnek felelt meg. Az ablakokat hasonló módon tesztelték 83 kPa feszültséggel, ez 32,8 kPa értékkel volt nagyobb az üzemi körülmények között vártaknál, ami 11 000 m magasságban ébred. Egy ablakkeret 690 kPa nyomásnál tört el, ami 12,5-szeres biztonságot jelentett.

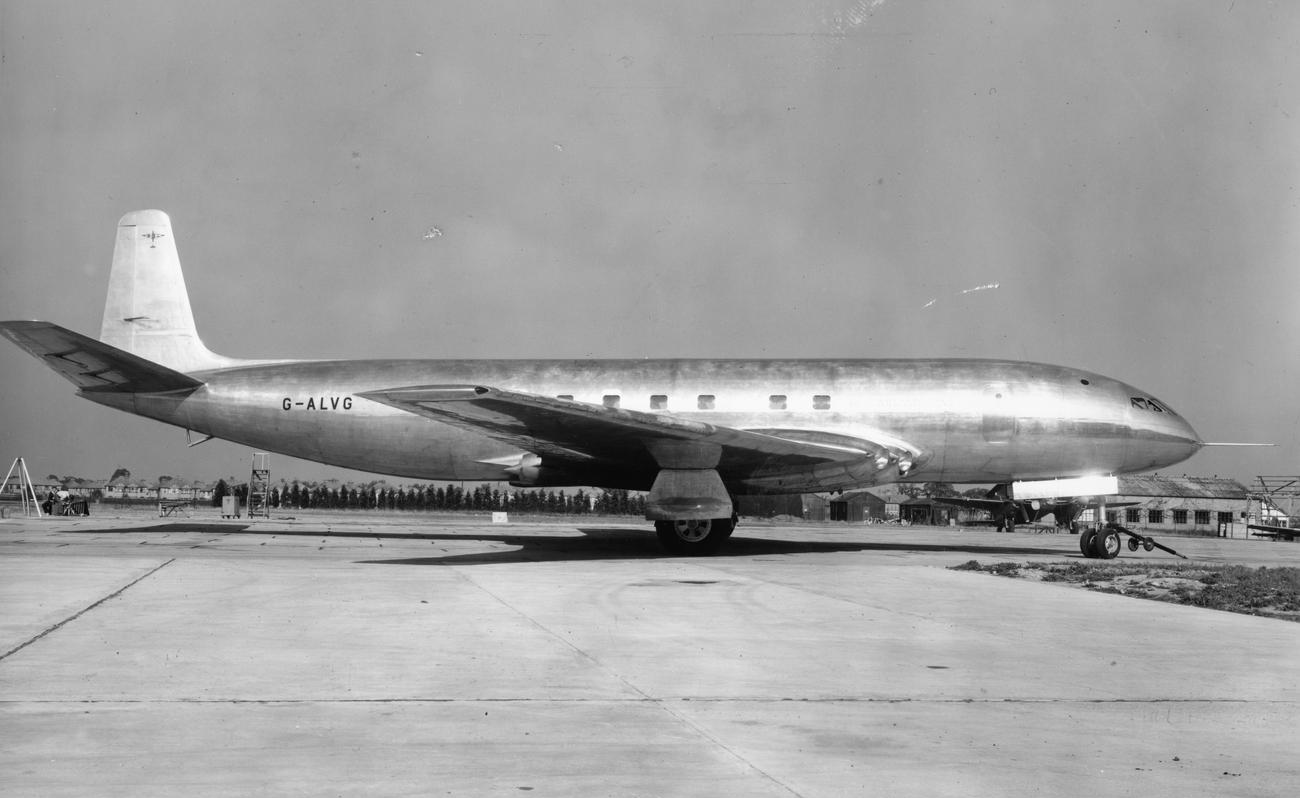
A Comet 1 prototípusa Hatfieldben, (Hertfordshire) 1949 októberében

A DH 106 Comet első prototípusa 1949-re lett kész és először földi próbáknak és rövid felszállásoknak vetették alá. A gép először 1949. július 27-én repült, ez az út 31 percig tartott. A prototípust bemutatták a Farnborough-i légi bemutatón, még mielőtt a próbarepülések megkezdődtek volna. A második prototípus egy évvel később szállt fel először, 1951 áprilisától a BOAC ezt használta a személyzet kiképzésére és a járatok berepülésére. Mindkét prototípust jól meg lehet különböztetni a későbbi gépektől a két nagy kerekes főfutójáról, melyet a sorozatban gyártott gépnél négykerekesre cseréltek le.

## A konstrukció

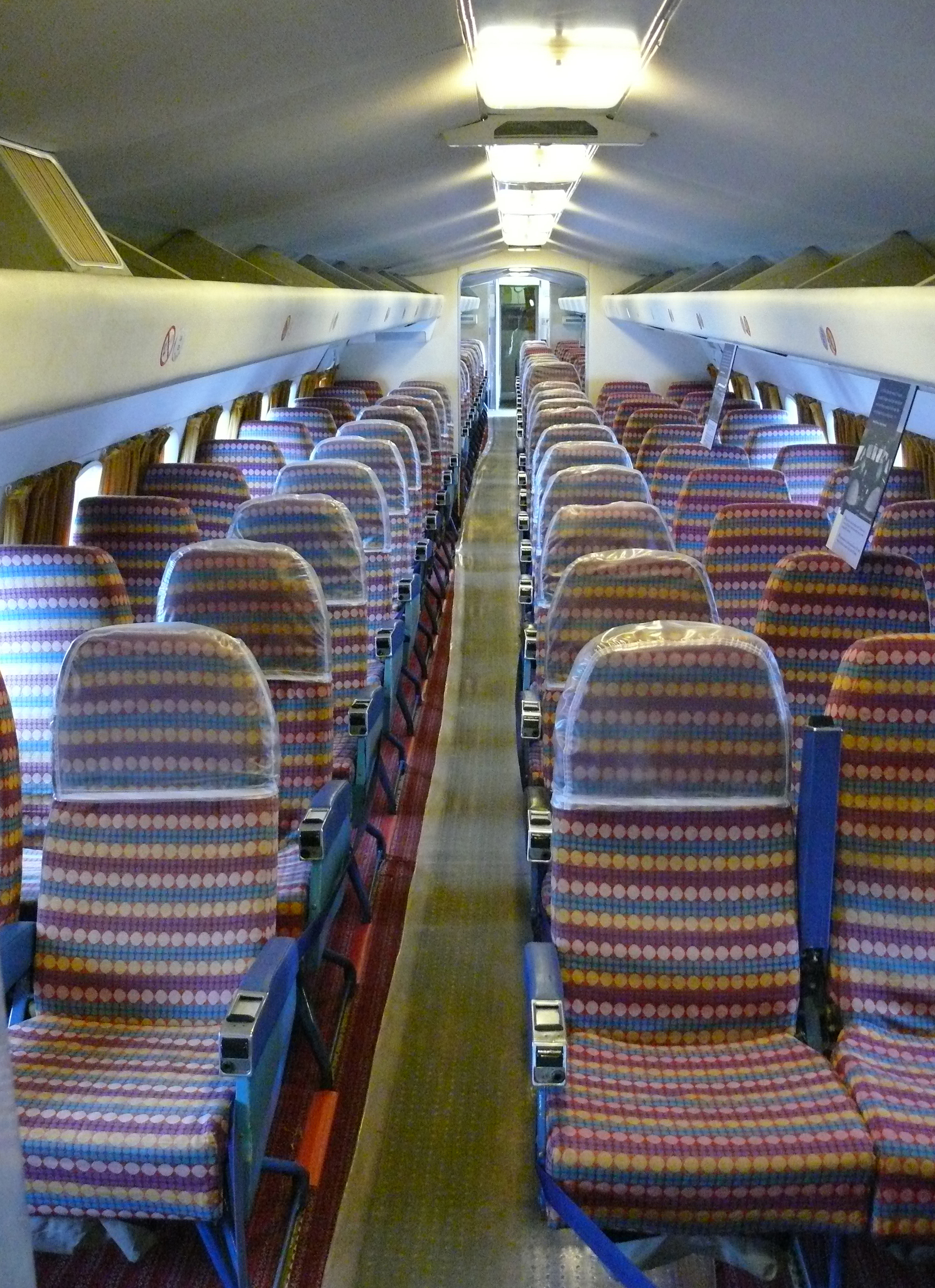
A Comet 4C utastere a National Museum of Flight kiállításán, East Fortune

A Comet fémszerkezetű, alsószárnyas repülőgép volt, melyet négy sugárhajtású motor hajtott, a pilótafülke négyüléses volt, melyben két pilóta, a fedélzeti mérnök és a navigátor foglalt helyet. A tiszta vonalvezetésű konstrukció számos olyan elemet tartalmazott, mely teljesen szokatlan volt a maga idejében. Ilyen volt a nyilazott belépő élű szárny, a szárnyba integrált üzemanyagtartály és a négykerekes futómű. A hajtóműveket a szárnyba süllyesztve helyezték el.
Az eredeti Comet körülbelül olyan hosszú volt, mint a Boeing 737–100, de kevesebb utast szállított, lényegesen tágasabb férőhelyeken. A BOAC 36 lehajtható ülést rendelt az első Cometekre, nagyobb helyet biztosítva a lábaknak elöl és hátul, az Air France gépei 11 négyüléses sorral készültek. Nagy ablakokat nyitottak és a tehetősebb utasok számára luxus asztalt és székeket biztosítottak, ami abban az időben szokásos volt. A gépet ellátták egy kis konyhával is, ahonnan hideg és meleg ételeket és italt lehetett felszolgálni, bárral és toalettel külön férfiak és nők számára. Az esetleges baleseti mentéshez felfújható mentőcsónakokat helyeztek el a szárnytőben a motorok közelében, és mentőmellényeket minden ülés alatt.
A Cometen utazók legmegdöbbentőbb élménye a rezgésmentes, nyugodt repülés, ahogy azt a BOAC jellemezte. A légcsavaros repülőgépekhez szokott utasok számára valóban újdonság volt ez, bár mai füllel a Cometet zajosnak értékelnénk, különösen a szárny mögötti ülésekben.

### Kormányművek és avionika
Az új típusra való átállás és a személyzet kiképzésének könnyítése céljából a Comet műszerfalát nagymértékben hasonlóvá tervezték a Lockheed Constellationéhoz, mely abban az időben elterjedt típus volt. A kapitánynak és a másodpilótának egyaránt teljes kormányműve volt, a fedélzeti mérnök egy sor kapcsolót kezelt, többek között az üzemanyag rendszert, a klímát és az elektromos berendezéseket. A navigátornak külön pultja volt a fedélzeti mérnökével szemben.

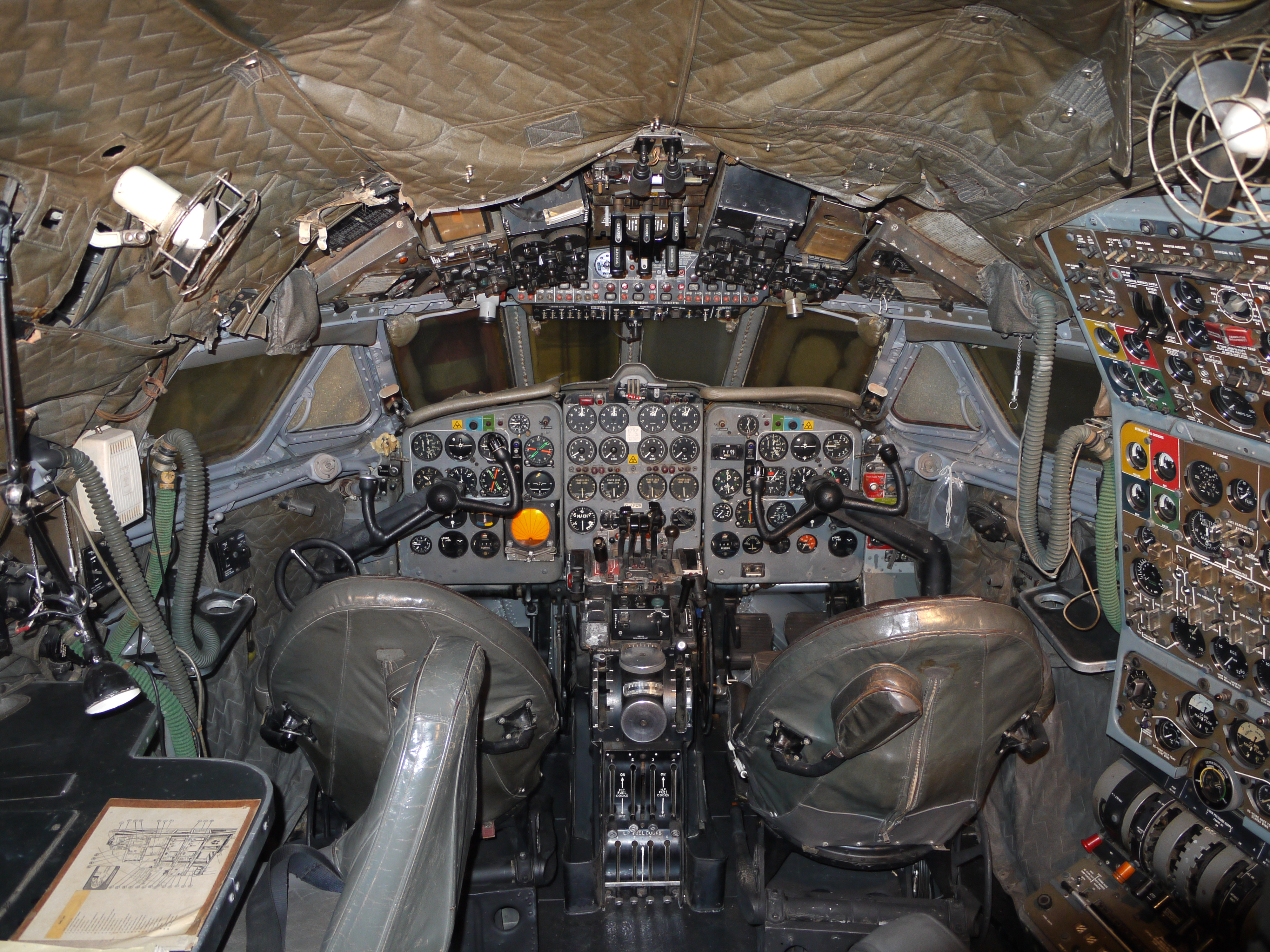
A Comet 4 pilótaülése

A Comet vezérlésének sok eleme a polgári repülésben újdonságnak számított. Az egyik ilyen újdonság a visszahatás nélküli szervokormány alkalmazása volt. Ez megkönnyítette és biztonságosabbá tette a gép irányítását, mivel meggátolta, hogy az irányváltáskor a kormányfelületeken megváltozott légerők fizikailag terheljék a pilótát. Ezen kívül külön berendezések gondoskodtak arról, hogy a kormányfelületeket nagyobb sebességeknél ne lehessen túlterhelni.
A Cometnek négy független hidraulikus rendszere volt, két elsődleges, egy segéd rendszer és egy vészrendszer a legalapvetőbb feladatok végrehajtására, mint például a futómű kiengedésére. A futóművet ezen kívül a saját súlyával is ki lehetett engedni egy kézi szivattyú segítségével. A hidraulikát, a légkondicionáló és jégtelenítő rendszert mind a négy hajtómű táplálta. A legfontosabb segédberendezések redundanciája lehetővé tette, hogy egyetlen motorral is működőképesek maradjanak. A legtöbb hidraulikus berendezés egyetlen kamrában volt elhelyezve. Az üzemanyag földi utántöltését túlnyomásos rendszer végezte, mely a korábbi folyamatnál sokkal gyorsabban működött.

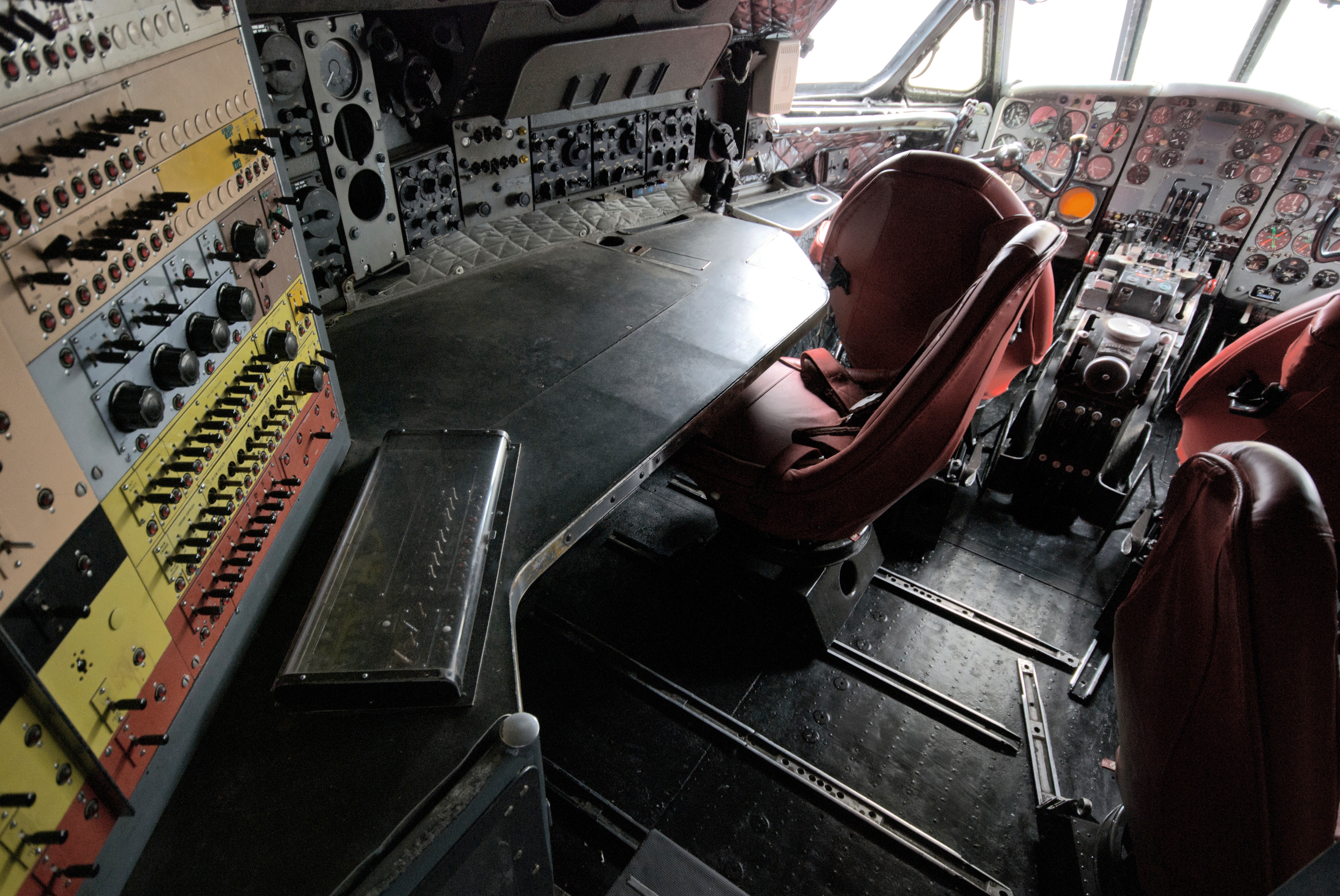
A Comet 4 navigátorának kezelőpultja

A pilótafülkét a Comet 4 számára gyökeresen átalakították, hogy megfeleljen a navigátor pultja a beépített új berendezéseknek. A gép orrába radarantennát építettek be, mellyel kereső feladatokat, és a terep, valamint a felhőzet felderítését lehetett végezni. A pilótafülke teljes műszerezését áttervezték.

### A törzs
A különböző éghajlati viszonyokra szánt üzemre és a túlnyomásos utastérre való tekintettel a Comet szerkezetébe sok ötvözetet, műanyagot és más olyan anyagot építettek be, ami korábban nem volt használatos a polgári repülésben.

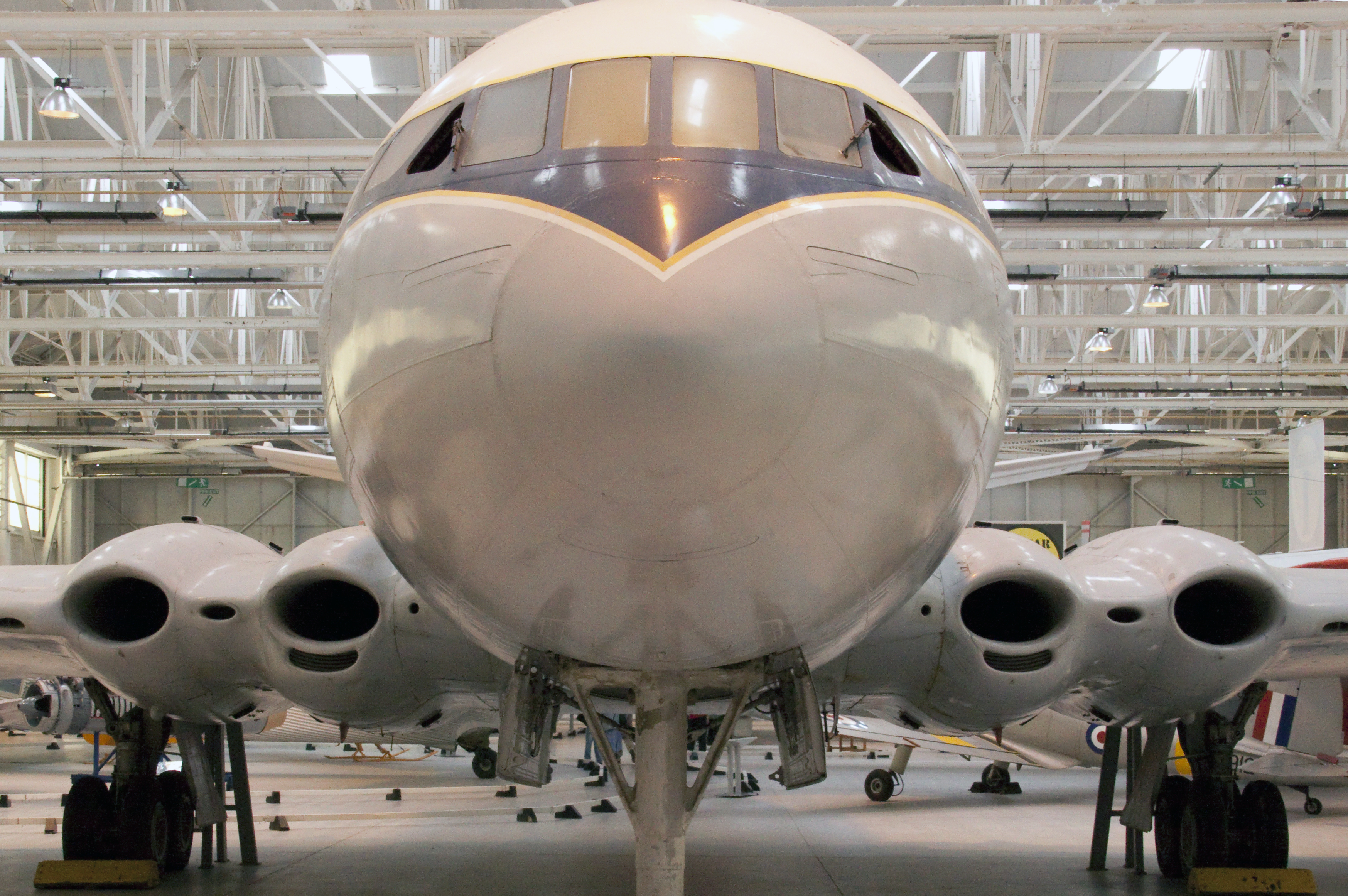
A Comet 1 kör keresztmetszetű törzse és a de Havilland Ghost hajtómű levegőbeömlő nyílásai

A törzs vékony héjszerkezete korszerű új fémötvözetet tartalmazott, a kötések vagy szegecseltek vagy ragasztottak voltak, ez utóbbi megoldás súlycsökkentést eredményezett és csökkentette a szegecsektől kiinduló fáradásos törés veszélyét. A Redux márkanevű új fémragasztó kiterjedt alkalmazása a szárnyon és a törzsön egyszerűsítette a gyártást. Amikor felfedezték, hogy a nagy szilárdságú ötvözetek hajlamosak a fáradásos törésre, részletekbe menő rendszeres átvizsgálást és műszeres vizsgálatokat rendeltek el az esetleges kezdődő repedések felderítésére.
A csomagtér a törzs alsó részén helyezkedett el és alulról nyílóajtón keresztül lehetett elérni, ez komoly feladat elé állította a földi kiszolgálást, mert minden csomagot függőlegesen kellett felemelve be- és kirakni.

### Hajtóművek
A Cometet két pár gázturbinás sugárhajtómű hajtotta, melyek a szárnytőben voltak elhelyezve. A Comet hajtóműveit azért rejtették a szárnyakba, mert ezzel kiküszöbölték a motorgondolák ellenállását és kisebb vezérsíkokra lett szükség, mivel az egyik motor kiesése kisebb forgatónyomatékot jelentett. A motorokat zajárnyékolással látták el és kiterjedt zajszigetelést alkalmaztak az utasok kényelmének fokozására.

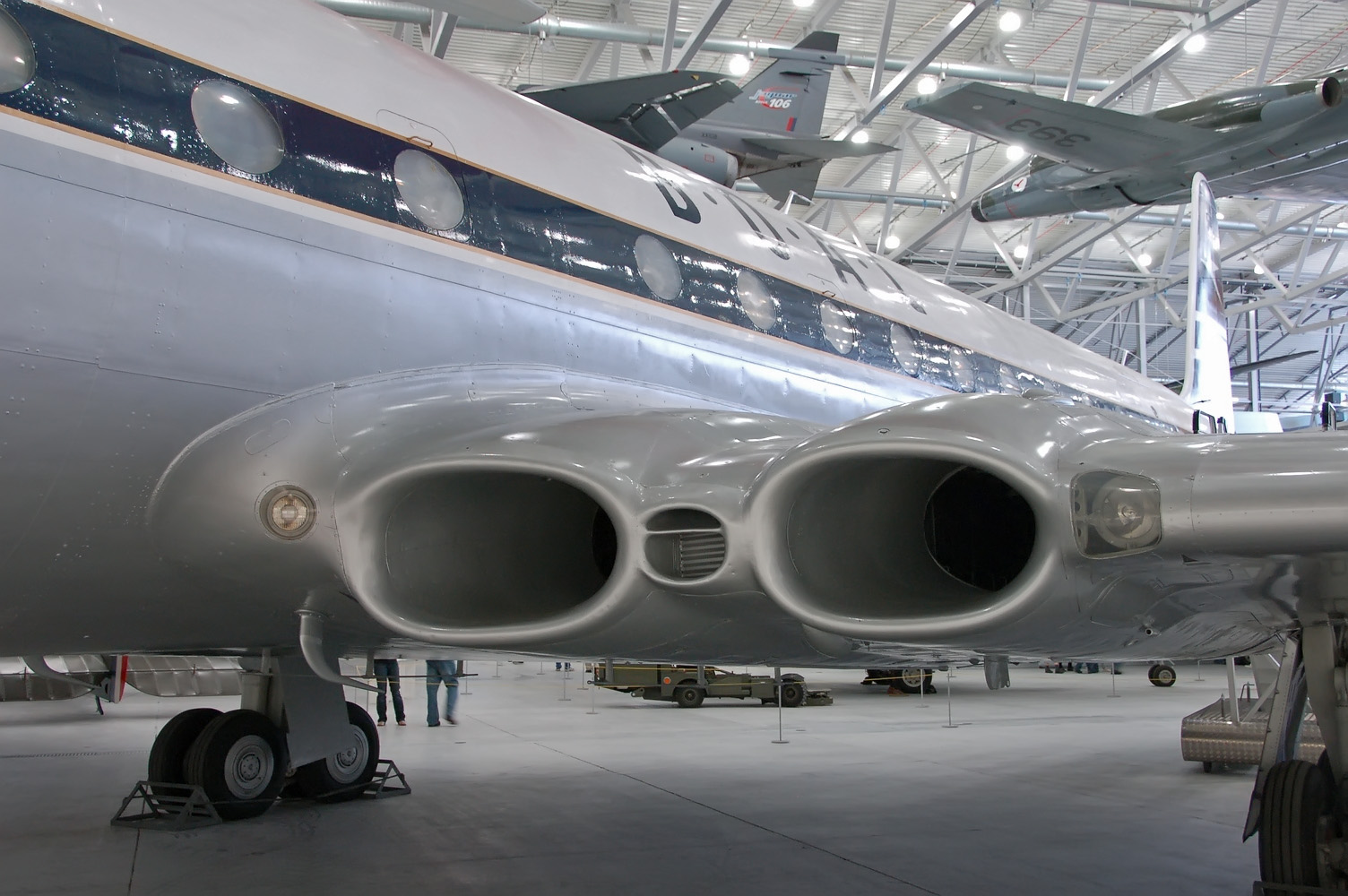
A Comet 4 Rolls-Royce Avon hajtóműveinek megnövelt méretű levegőbeömlő nyílásai

A motorok szárnytőben való elhelyezésének még az az előnye is megvolt, hogy csökkent a veszélye annak, hogy idegen tárgyak jutnak be a hajtóműbe, alacsony elhelyezésük pedig a karbantartómunkát könnyítette meg. Ez az elrendezés azonban jelentősen megnövelte a sárkány tömegét és a szerkezetet bonyolulttá tette. Védőlemezzel kellett körülvenni a gázturbinát, hogy egy turbina vagy kompresszor lapáttörés veszélyét csökkentsék és a szárnyszerkezet sokkal komplikáltabb lett.
A Comet 1 22,5 kN tolóerejű de Havilland Ghost 50 Mk1 gázturbinás sugárhajtóművet kapott. Eredetileg két hidrogén-peroxid hajtású de Havilland Sprite indítórakétát is akartak alkalmazni a felszállás segítésére, olyan forróégövi és magasan fekvő repülőtereken, mint Kartúm vagy Nairobi. Több próbát is végrehajtottak gyorsítórakétákkal, de végül alkalmazásukat elvetették, mert a gázturbinás sugárhajtóművek egyedül is biztonsággal felemelték a gépet. A Sprite függesztő pontjait a széria gépekre már fel sem szerelték. A Comet 1 később a nagyobb tolóerejű Ghost DGT3 gázturbinával lett gyártva. A Comet 2-el kezdve a gépeket a 31 kN tolóerejű Rolls-Royce Avon AJ.65 hajtotta. A jobb hatásfok érdekében a légszívó nyílásokat felbővítették. A Comet 3 továbbfejlesztett Avon hajtóműveket kapott.

## Története "jetlinerként"
Az első sorozatban gyártott gép 1951. január 9-én szállt fel, majd kikölcsönözték a BOAC-nak, hogy a személyzet betanulja a használatát. 1952. január 22-én az ötödik szériagép megkapta az első repülésbiztonsági tanúsítványt, hat hónappal a határidő előtt. 1952. május 22-én a Comet első menetrend szerinti repülését hajtotta végre fizető utasokkal London és Johannesburg között. Ekkor született meg angolul a "jetliner" szó, melyet később általánosan használtak a sugárhajtású utasszállító gépekre. Az első BOAC megrendelés utolsó példánya 1952 szeptemberében kezdte repülését és teherszállítást végzett dél-amerikai vonalakon, miközben szimulálták az utasszállítást is.

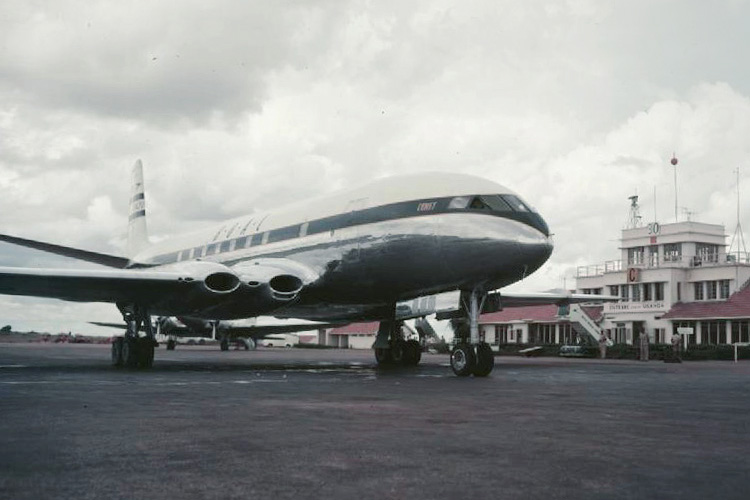
A BOAC Comet 1 repülőgépe Ugandában (1952)

A Cometnek óriási sikere volt, Sir Geoffrey de Havilland még a királyi család tagjait is vendégül látta egy bemutató repülésen. A repülőutak a Comettel 50 százalékkal gyorsabbak voltak, mint az akkori idők légcsavaros repülőgépeivel, és a gyors emelkedés még ezt is lerövidítette. A BOAC 1953-ban járatot indított London és Tokió között, az utazási idő Comettel 35 óra volt, szemben a Canadair Borth Star-jának 85 óra 35 perces repülési idejével.
Az első évben a Cometek 30 000 utast szállítottak, és mivel a repülőút 43 százalékos utas telítettség mellett is rentábilis volt, a gazdasági siker elsöprő lett. A repülőgép olyan magasságban repült, ahol az időjárás befolyása már nem volt érezhető, a légiút nem volt olyan zajos és nyugodtabb volt, mint a dugattyús motoros gépeken, kevésbé szorult karbantartásra és 9000 m felett kevesebb üzemanyagot fogyasztott, így a Comet minden téren jobbnak bizonyult versenytársainál. Az első időkben a Comet London és Tokió, valamint London és Johannesburg között heti több alkalommal közlekedett menetrendszerűen.
1953-ban a Comet óriási sikert hozott a de Havillandnek. A BOAC-on kívül két francia légitársaság is indított légijáratot Nyugat-Afrikába és a Közel-Keletre a Comet 1A típussal, ami egy megnövelt hatótávú változat volt. A Comet 2 elődjénél kissé hosszabb törzzsel és erősebb hajtóművekkel épült, melyre indiai, japán, venezuelai és brazil megrendelések érkeztek. Amerikai légitársaságok a transzatlanti légi utakra tervezett, Comet 3-ra adtak fel rendelést.

### Az első balesetek
Az első komoly baleset 1952 októberében történt Rómában, amikor egy Comet nem tudott a kifutópályáról felemelkedni, és a végigcsúszott a göröngyös terepen. Csak két utas szenvedett kisebb sérüléseket, de a gép roncs lett. Hasonlóan nem volt képes felszállni Karacsiból egy Ausztráliába tartó gép 1953. március 3-án. A repülőgép egy öntözőcsatornába zuhant, és a töltésnek ütközött: az öttagú személyzet és hat utas meghalt. Ez volt az első áldozatokat követelő baleset, mely sugárhajtású gépet ért. Hatása alatt a gépet üzemeltető kanadai légitársaság lemondta a második Comet megrendelését.

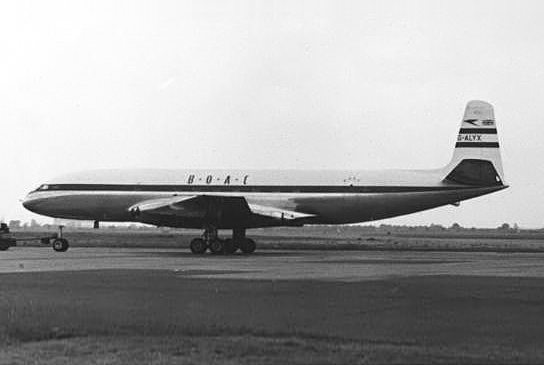
BOAC Comet 1 a londoni Heathrow repülőtéren egy menetrendszerű légi út előtt (1953)

Mindkét esetben a vizsgálat alapvetően a pilóták hibáját állapította meg: a gépeket túlhúzták, és ennek következtében hirtelen lecsökkent a felhajtóerő a szárnyon, és a motorok légbeömlő nyílásain is nyomásesés alakult ki. Később a szárnyprofilt kedvezőbbre változtatták, amely nem volt annyira hajlamos az átesésre és légterelő bordákkal csökkentették annak veszélyét, hogy a leválás az egész szárnyra kiterjedjen.
A Comet második, halálos áldozatokkal járó balesete 1953. május 2-án következett be, hat perccel a kalkuttai futópályáról történt felszállás után a tengerbe zuhant. A fedélzetén tartózkodó mind a 43 ember életét vesztette. A vizsgálat során a gép darabjainak nagy részét kiemelték és Angliában bevizsgálták. Megállapították, hogy a törés a vízszintes vezérsík kormányfelületének tengelyétől indult ki. Ebből arra következtettek, hogy a gépen túl nagy negatív gyorsulás lépett fel egy hirtelen kormánymozdulat miatt, amivel a pilóta egy erős turbulencia miatt reagált. Fáradásos törés nem látszott.
A baleset tanulsága két konstrukciós változtatást eredményezett: minden Cometet felszereltek időjárást figyelő radarral és olyan szervokormányművel látták el a gépeket, melyek a kormányfelületeken fellépő nyomatékokkal arányos visszajelzést észleltek a pilóták a kormányoszlopon is, így érzékelték, meddig terhelhetik a szerkezetet. Ez volt az első alkalmazása egy ilyen rendszernek.

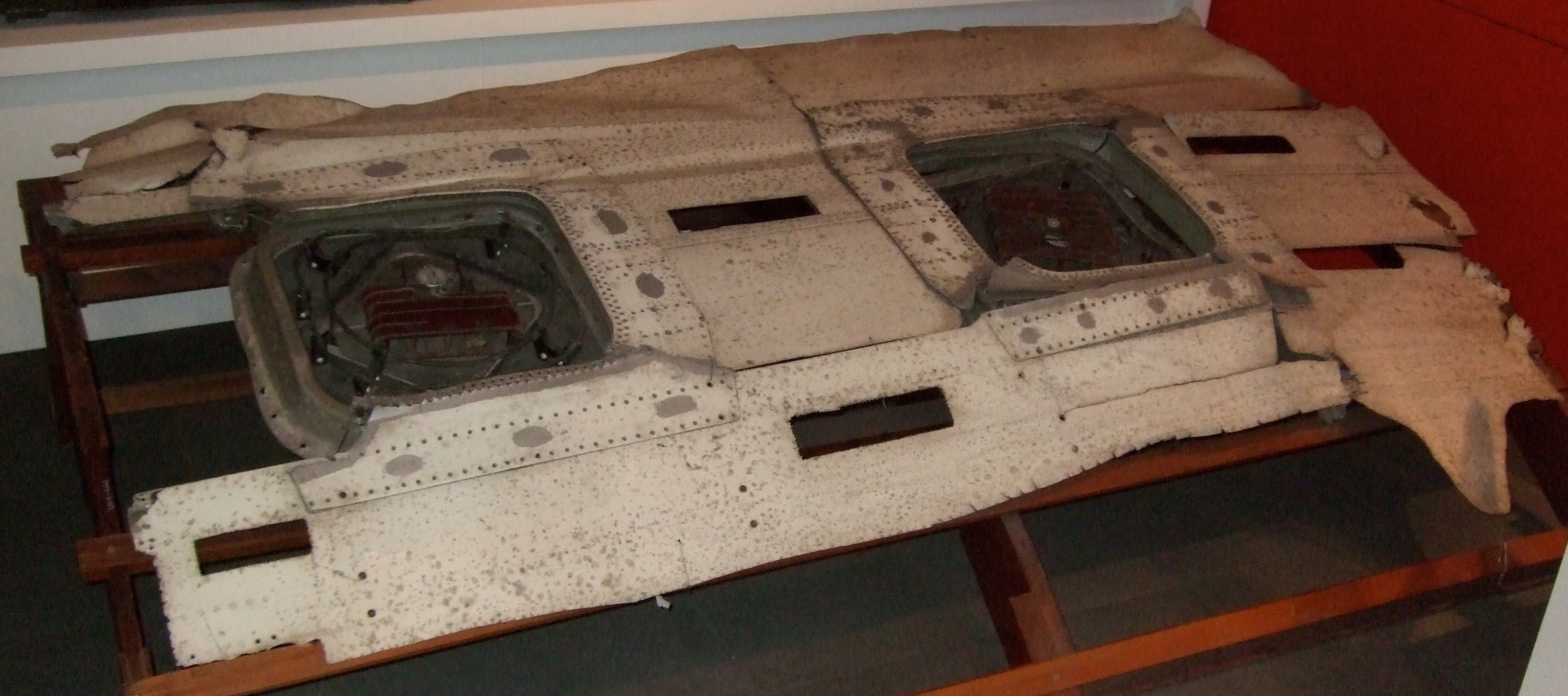
Az indiai óceánba zuhant Comet szerkezetének egy darabja a londoni Science Museumban

### További katasztrófák
Az első római balesetet egy évvel követően az első sorozatban gyártott Comet ugyanerről repülőtérről felszállva tengerbe zuhant Elba szigete közelében. A 35 áldozatot követelő katasztrófának sem túlélője, sem szemtanúja nem volt, és csak részleges rádiókapcsolatot tartott előzőleg a repülőtérrel. Amíg a gép roncsait nem találták meg, a gépek repülését letiltották, és a baleset oka találgatás tárgya maradt a szabotázstól, a szerkezeti kifáradáson át az üzemanyagtartályban a gőzök robbanásáig, és a rossz időjárásig bezárólag. A hivatalos vizsgálat is csak valószínűsíteni tudta, hogy a balesetet tűz okozta. Bár a Royal Navy a gép roncsainak tekintélyes részét felszínre hozta, a részletes vizsgálat nem volt képes nyilvánvaló bizonyítékot találni a katasztrófára. Így a sikertelen vizsgálódást a repülőipar nyomására lezárták és 1954. március 23-ától a felszállási tilalmat feloldották.
1954. április 8-án a katasztrófa megismétlődött, a dél-afrikai légitársaság Rómából felszálló és Johannesburg felé tartó Cometje a Földközi-tengerbe csapódott Nápoly közelében a fedélzetén tartózkodó 31 fővel, túlélő nem volt. Az összes Comet felszállását azonnal letiltották, a gyártást felfüggesztették és a királyi haditengerészet hozzálátott a roncsok felderítéséhez és kiemeléséhez.

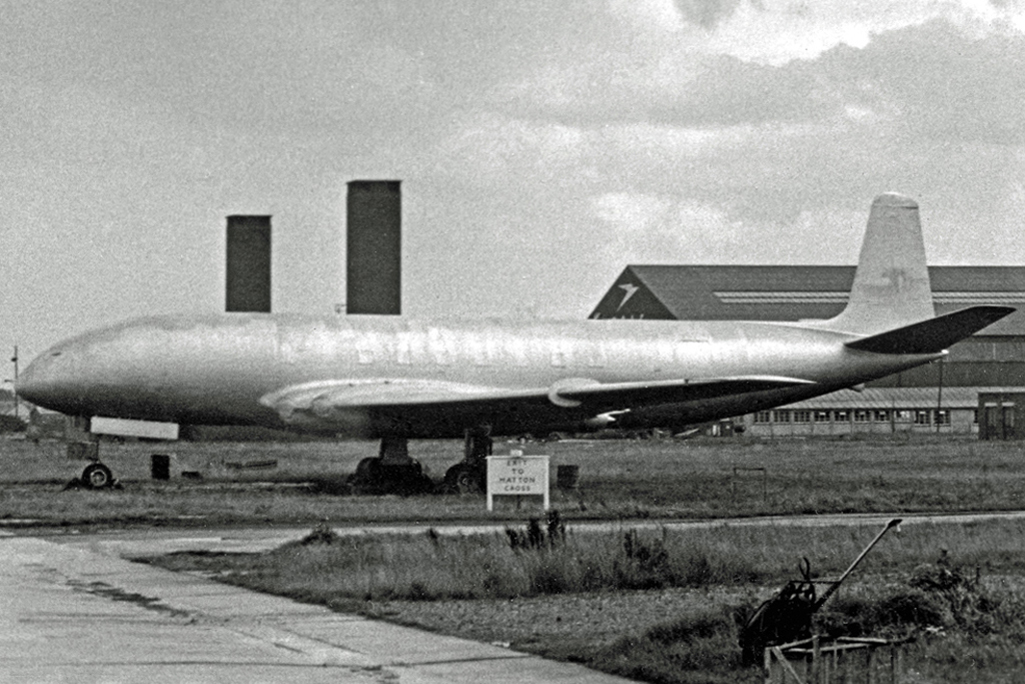
A BOAC Comet 1 gépe félreállítva és letakarva várja a vizsgálat eredményét a London-Heathrow repülőtéren 1954 szeptemberében

A katasztrófa okainak megtalálására alakult bizottság a szerkezet fáradásos törésére irányította figyelmét. A Farnborough-ban korábban felállított medencében alapos vizsgálatnak vetettek alá egy újonnan gyártott sárkány törzsét és megállapították, hogy a feszültségszint az ablakok sarkaiban és a héjszerkezetű törzs teherviselő burkolólemezében nagyobb a számítottnál, illetve a korábban mért értékeknél. Ennek oka a feszültségkoncentráció volt, ami a négyszögletes ablak alakja miatt lépett fel, és kétszer vagy háromszor nagyobb volt, mint a törzs egyéb helyein. A vízzel teli medencében a törzset a nyomás ismételt növelésével és csökkentésével fárasztó igénybevételnek tették ki és 1954. június 24-n 3057 fárasztási ciklus után bekövetkezett a törés. A tönkremenetel az első vészkijárat sarkánál jelentkezett, és a megismételt próbák megerősítették az eredményt. A tapasztaltak alapján a fáradásos törés várható volt a gép törzsén 1000 és 9000 felszállás között. A katasztrófák előtt az egyik gép 1290, a másik 900 túlnyomásos repülést hajtott végre, ami egyezett a laboratóriumi és üzemi körülmények között bekövetkezett töréseknél tapasztaltakkal.
A hatóságok megvizsgálták a roncsokat is és a szegecslyukaknál tapasztaltak kezdődő fáradásos repedéseket az automatikus iránykereső (ADF) ablakánál, amik szintén katasztrófához vezethettek volna. Megállapították, hogy az ablakkereteket szegecselni és ragasztani kellett volna, de csak szegecskötések voltak. A szegecsek furatait fúrni kellett volna, ehelyett lyukasztották, ami kezdő repedéseket okozott. A vizsgálat hivatalosan 1954. november 24-én zárult. A de Havilland azonnal lépéseket tett a törzs és a szárny szerkezetének megerősítésére, vastagabb lemezt alkalmazva és a sarkos ablakokat oválisra cserélve.

### A járatok újraindítása

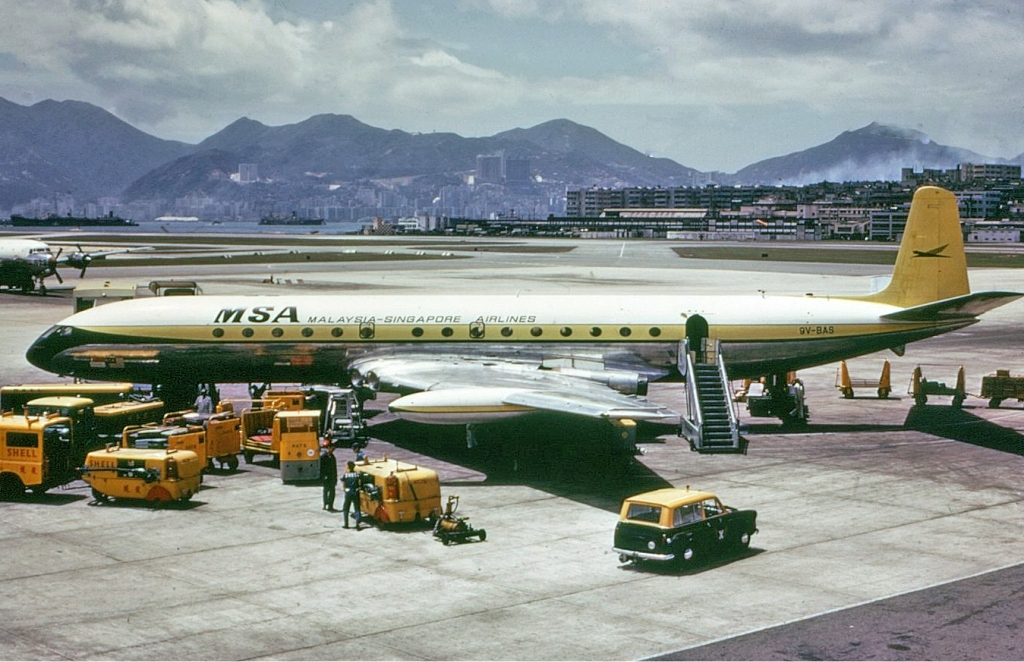
A maláj légitársaság Comet 4 gépe a Kai Tak repülőtéren (1966)

A vizsgálatok eredményeképpen az összes Cometet visszahívták, a de Havilland pedig minden erőfeszítését egy új erősebb és nagyobb változat kidolgozására fordította. A Comet 2-re érkezett korábbi megrendeléseket lemondták. A megmaradt Comet 1 gépeket vagy leselejtezték, vagy átalakították ablakaikat ovális alakúra és egy vastag repedésálló gyűrűvel erősítették meg. A legyártott Comet 2 gépeket szintén átalakították. A Comet 3 prototípus először 1954 júliusában szállt fel és csak túlnyomás nélküli üzemben próbálták, várva a bizottság megállapításaira. A Comet rendeltetésszerű repüléseire 1958-ig nem került sor.

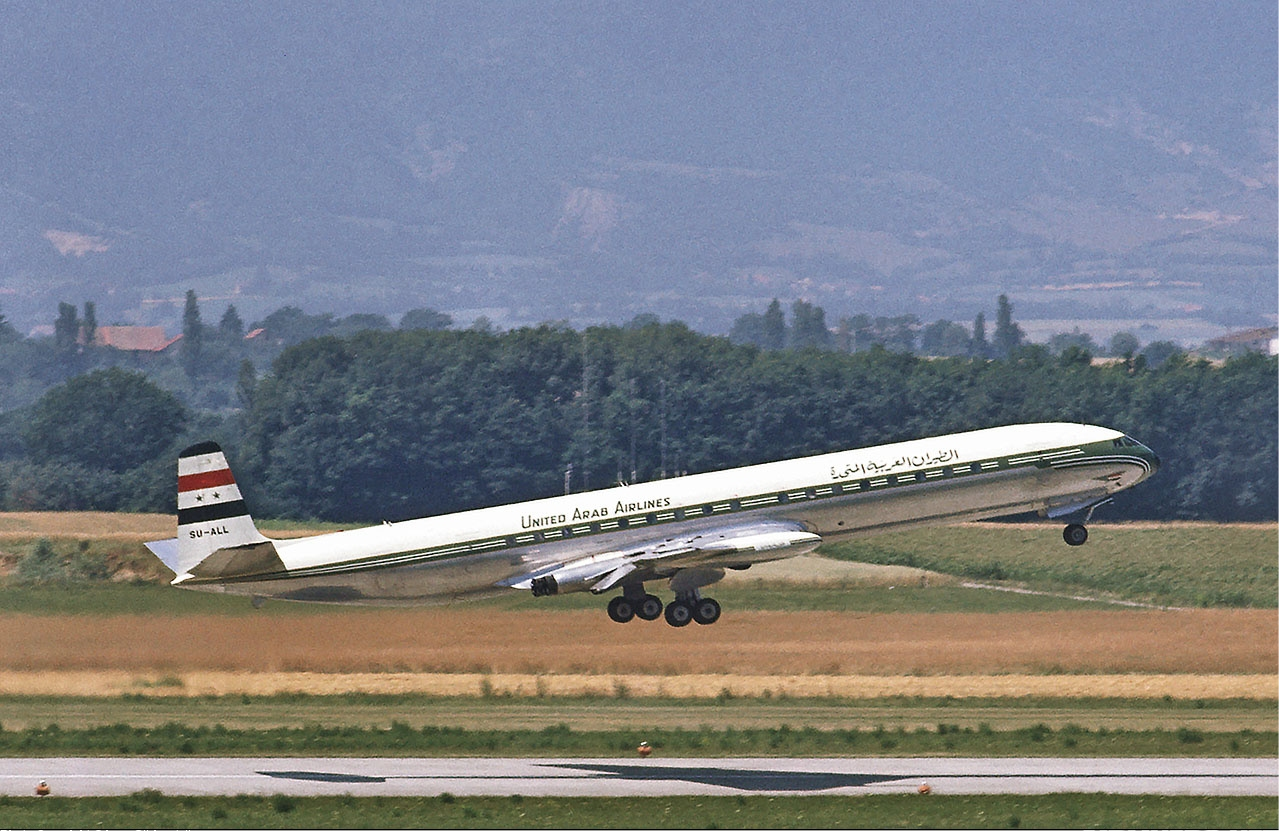
Egyiptomi Comet 4C a genfi nemzetközi repülőtéren (1968)

Közben elkészült a legjobban sikerült változat, a Comet 4. Az összes légitársaság, mely korábban Comet 3-at kívánt vásárolni, sorra lemondta rendelését és módosította Comet 4-re, mely lényegében a Comet 3 fejlesztéseit foglalta magába, de növelt üzemanyag kapacitással rendelkezett. A BOAC 19 gépet rendelt 1955 márciusában, egy amerikai társaság 14-et. A Comet 4 első repülése 1958. április 27-én történt meg és a légügyi hatóság repülési bizonyítványát 1958. szeptember 24-én kapta meg, az első gépet a rá következő nap szállították le a BOAC-nak.
A BOAC a Comet 4 segítségével nyitotta meg az első rendszeres sugárhajtású repülőjáratot London és New York között 1958. október 4-én. (Kezdetben még Új-Fundlandon le kellett szállnia üzemanyag felvétele céljából). Bár a BOAC-é volt a dicsőség a transz-atlanti sugárhajtású repülés bevezetéséért, a hónap végén a Pan American is megnyitotta járatát Boeing 707 típussal ugyanazon az útvonalon, majd 1960-ban Douglas DC-8-cal is. Az amerikai gépek nagyobbak, gyorsabbak, nagyobb hatótávolságúak és gazdaságosabb üzeműek voltak, mint a Comet. A BOAC, miután elemezte Comet járatai gazdaságosságát, kelletlenül, de megállapodott a győztessel és 1958-tól megállapodást kötött a Boeinggel a 707-esek vásárlásáról.

## Műszaki adatok
|                            | Comet 1                                                    | Comet 2                                                    | Comet 3                                                    | Comet 4                                                  |
| -------------------------- | ---------------------------------------------------------- | ---------------------------------------------------------- | ---------------------------------------------------------- | -------------------------------------------------------- |
| Kezelő személyzet          | 4 (2 pilóta, fedélzeti mérnök és rádió kezelő/navigátor)   | 4 (2 pilóta, fedélzeti mérnök és rádió kezelő/navigátor)   | 4 (2 pilóta, fedélzeti mérnök és rádió kezelő/navigátor)   | 4 (2 pilóta, fedélzeti mérnök és rádió kezelő/navigátor) |
| Utasok                     | 36–44                                                      | 36–44                                                      | 58–76                                                      | 56–81                                                    |
| Hossz                      | 28 m                                                       | 29,29 m                                                    | 33,99 m                                                    | 33,99 m                                                  |
| Fesztáv                    | 35 m                                                       | 35 m                                                       | 35 m                                                       | 35 m                                                     |
| Magasság                   | 8,99 m                                                     | 8,99 m                                                     | 8,99 m                                                     | 8,99 m                                                   |
| Szárnyfelület              | 187,2 m²                                                   | 187,2 m²                                                   | 187,2 m²                                                   | 197,0 m²                                                 |
| Szárnyszelvény             | NACA 63A116 mod szárnytő, NACA 63A112 mod szárnyvég        | NACA 63A116 mod szárnytő, NACA 63A112 mod szárnyvég        | NACA 63A116 mod szárnytő, NACA 63A112 mod szárnyvég        | NACA 63A116 mod szárnytő, NACA 63A112 mod szárnyvég      |
| Legnagyobb felszálló tömeg | 50 000 kg                                                  | 54 000 kg                                                  | 68 000 kg                                                  | 71 000 kg                                                |
| Hatótáv                    | 2400 km                                                    | 4200 km                                                    | 4300 km                                                    | 5190 km                                                  |
| Utazó sebesség             | 740 km/h                                                   | 790 km/h                                                   | 840 km/h                                                   | km/h                                                     |
| Utazó magasság             | 13 000 m                                                   | 13 000 m                                                   | 14 000 m                                                   | 13 000 m                                                 |
| Hajtómű (x 4)              | de Havilland Halford H.2 Ghost 50 gázturbinás sugárhajtómű | Rolls-Royce Avon Mk 503/504 gázturbinás sugárhajtómű 31 kN | Rolls-Royce Avon Mk 502/521 gázturbinás sugárhajtómű 44 kN | Rolls-Royce Avon Mk 524 gázturbinás sugárhajtómű 47 kN   |